# Antonius Abtkerk (Eerde)

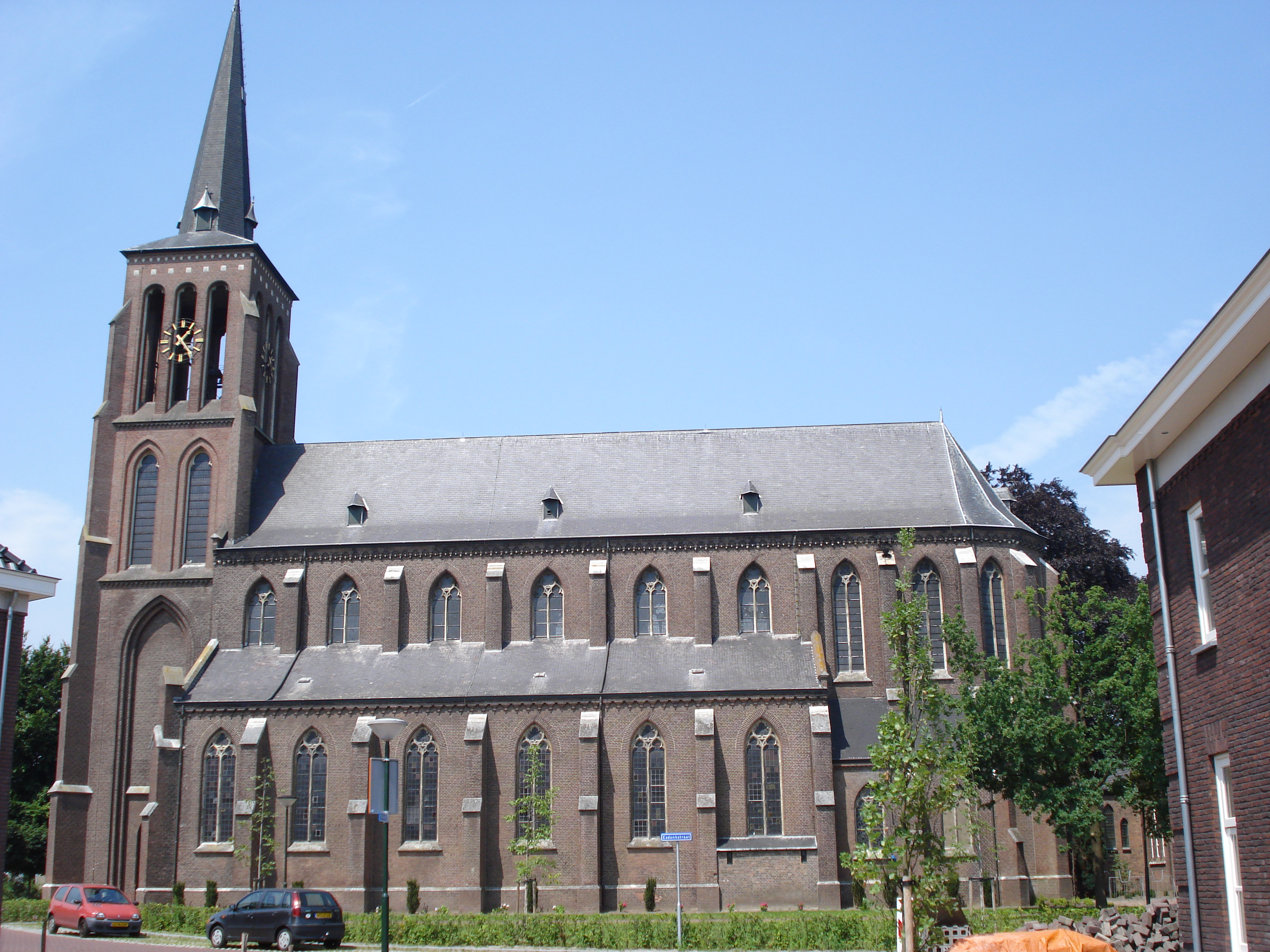
Antonius Abtkerk

De Antonius Abtkerk is de voormalige parochiekerk van de Nederlandse plaats Eerde (gemeente Meierijstad, provincie Noord-Brabant). De kerk is gelegen aan de Esdonkstraat 2.

## Geschiedenis
In Eerde stond vanouds een Sint-Antoniuskapel, die voor het eerst werd vermeld in 1504. In 1648 werd de kapel genaast, waarna deze in 1661 werd gesloten en omgebouwd tot school. In 1860 kwam er een nieuwe school en werd de bouwvallige kapel weer teruggegeven aan de parochie, die het gebouw verpachtte. Het koor werd afgebroken en tot 1965 werd de rest van het gebouwtje verhuurd als woonhuis. In 1966 werd de kapel gesloopt en er kwam een kaal plein voor terug, het Sint-Antoniusplein. Later werden hierop de contouren van de kapel weer zichtbaar gemaakt.
De katholieken ondertussen konden vanaf 1672 weer gebruik maken van een schuurkerk. Deze bleef in gebruik tot 1872 en werd in 1873 gesloopt; er was een nieuwe kerk gereed gekomen die naast de schuurkerk stond. Deze kerk was ontworpen door Hendrik Jacobus van Tulder.
In 1944 werd de toren door de Duitsers kapotgeschoten. In 1960 werd deze herbouwd.
Sluitingsplannen werden bekendgemaakt in 2013. In 2024 werd de kerk onttrokken aan de eredienst. De bedoeling was dat het gebouw bleef bestaan maar een andere functie zou krijgen, onder meer als school.

## Gebouw
Het betreft een bakstenen basilicale kerk met voorgebouwde toren, die drie geledingen en een ingesnoerde naaldspits heeft.